# Bathyraja aguja
Bathyraja aguja es una especie de pez de la familia de los Rajidae en el orden de los Rajiformes.

## Reproducción
Es ovíparo y las hembras ponen huevos envueltos en una cápsula córnea.

## Hábitat
Es un pez marino y de aguas profundas que vive entre hastas los 981 m de profundidad.

## Distribución geográfica
Se encuentra en el océano Pacífico suroriental: Perú.